# スピッツ (バンド)
スピッツ（英語: Spitz、SPITZ）は、日本の4人組ロックバンド。所属事務所はGrass Hopper。レコード会社はPolydor Records。公式ファンクラブは「Spitzbergen」（スピッツベルゲン）。

## 概要
1987年に結成し、1991年にメジャー・デビューした。1995年発売の11thシングル『ロビンソン』や6thアルバム『ハチミツ』のヒットを機に人気を獲得。メジャーレーベルはポリドール時代からユニバーサルミュージックに所属している。
1997年から大阪を中心とする関西圏で「ロックロックこんにちは!」、2000年からは仙台で「ロックロックこんにちは! in 仙台」（2010年から「ロックのほそ道」と改称）、2010年からはSTUDIO COASTにおいて「Spitz×VINTAGE ROCK std. presents 新木場サンセット」といった、自身主催の音楽イベント（通称：レギュラーイベントと呼称）を開催している。

### バンド名の由来
スピッツは、草野が高校時代から温めていた名前で、「短くてかわいいのに、パンクっぽい名前である」ことから命名し、犬種の日本スピッツも由来となっており、「弱いくせによく吠える」といったパンクバンドの意味も込められている。また「SP」の音から始まる名前が気に入っており、それにしたかったとも草野が語っている。

## メンバー
- 詳細は各記事を参照。
- 担当楽器については、公式プロフィールでの表記に準拠[5]。

| 名前          | 担当楽器         | 生年月日               | 出身地       | 血液型 | 備考     |
| ------------- | ---------------- | ---------------------- | ------------ | ------ | -------- |
| 草野 マサムネ | ボーカル、ギター | 1967年12月21日（57歳） | 福岡市早良区 | O型    | -        |
| 三輪 テツヤ   | ギター           | 1967年5月17日（58歳）  | 静岡県藤枝市 | B型    | -        |
| 田村 明浩     | ベース           | 1967年5月31日（58歳）  | 静岡県藤枝市 | A型    | リーダー |
| 﨑山 龍男     | ドラムス         | 1967年10月25日（57歳） | 栃木県佐野市 | B型    | -        |

### サポートメンバー
| 名前        | 担当楽器             | 在籍期間   |
| ----------- | -------------------- | ---------- |
| 明石 敏子   | キーボード、コーラス | ? - 1997年 |
| クジ ヒロコ | キーボード、コーラス | 1998年 -   |

## 来歴

### バンド結成からインディーズ時代
1986年の春に東京造形大学で草野マサムネと田村明浩が出会い、重音楽部に入部した。先輩であり、後のFLYING KIDSとなったメンバーの演奏に刺激され、音楽ジャンルの異なるパンクをやることを決意した。ドラムにはサークル部員を迎えて「チーターズ」を結成。「365歩のマーチ」のパンク調や「『いちご白書』をもう一度」をブラック・サバス風にしてアレンジして演奏していた。途中からギターのメンバーを1人加え、バンド名を「ザ・スピッツ」と変更した。ところが、このバンドは草野がTHE BLUE HEARTSの「人にやさしく」に打ちのめされて活動を休止した。
1987年に草野が東京造形大学から武蔵野美術大学に再入学したことを期にバンド仲間と疎遠になり、ザ・スピッツは自然消滅となるが、草野と田村の仲は継続していた。ある日、草野がライブハウスで演奏することができる本格的なバンド活動の話を持ちかけた。すると、田村は上京していた幼馴染の三輪テツヤを誘い、三輪は文化服装学院で同じフォークソング部に所属していた﨑山龍男を誘った。こうしてバンド「スピッツ」を結成し、同年7月17日に文化服装学院の夏祭りで初ライブを行った。。その後、新宿ロフトを目標に、新宿JAM 、渋谷ラ・ママ、屋根裏などでのライブ活動を開始し、1988年5月からは歩行者天国でのライブを行った。
音楽評論家の富澤一誠は「インディーズ時代のスピッツを形容する表現は〈ビートパンク〉」であると述べている。当時のバンドはTHE BLUE HEARTSの影響から抜け出せずにおり、渋谷ラ・ママの店長（ブッキング・マネージャー）からTHE BLUE HEARTSの二番煎じでは先は望めないと指摘された。また、草野もハンドマイクで暴れたり、観客を煽ったりするスタイルが自分に似合わないと感じ始めており、ドノヴァンを意識してアコースティック・ギターを持つようになった。この時期にはすでに「恋のうた」や「ヒバリのこころ」などを制作している。1988年にはソノシート『鳥になって/UFOの見える丘』を自主制作した。
1989年になると新宿ロフトのイベントに出演するようになり、7月12日には新宿ロフトでのワンマンライブを行って300人を動員した。同年12月からは新宿ロフトでのマンスリーライブ『鳥になっちゃう日』を開催し、翌年には新宿ロフトのインディーズレーベル・ミストラルから初のCD『ヒバリのこころ』をリリースした。
新宿ロフトに出演するようになった頃、多くのレコード会社からメジャー・デビューの話が持ち掛けられる。その中には、後にスピッツのディレクターとなるポリドール（当時）の新入社員であった竹内修もいた。ところが、メジャー・デビューすることによって自分たちのビジョンが変えられてしまうことを恐れていたメンバーは、レコード会社の前に事務所を決めたいと提案し、当初は浜田省吾の個人事務所として設立していたロード&スカイを紹介してもらう。約1年間の交渉の末、ロード&スカイやポリドールとの契約を交わした。

### 1991年（メジャー・デビュー） - 1996年
1991年、新宿シアターモリエールにて『"五千光年の夢" シアターコンサート Vol.1』を開催。ライブは東名阪のライブハウスで同年9月のVol.4まで全10公演を行った。3月25日、ポリドールよりシングル『ヒバリのこころ』と、アルバム『スピッツ』を同時発売でメジャー・デビュー。翌月アルバム収録曲の「ニノウデの世界」がFM802のヘビー・ローテーションに選ばれたほか、音楽雑誌『ROCKIN'ON JAPAN』では90年代型のニュー・ウェイヴとしてカラーで取り上げられるなどの注目を浴びるが、オリコンチャートにはランクインしなかった。その後、2ndシングル『夏の魔物』、オーケストレーションに長谷川智樹を迎えた3rdシングル『魔女旅に出る』、2ndアルバム『名前をつけてやる』をリリース。初のホールツアー『CONCERT TOUR 1991 名前のないツアー』を開催した。
1992年、長谷川智樹を共同アレンジャーに迎えてオーケストラアレンジを施したミニ・アルバム『オーロラになれなかった人のために』をリリースし、よみうりホールでは一夜限りで弦楽奏者と共演したライブ『オーロラになれなかった人のために "蜜柑色の満月のもとで、まぼろしの物語を語ろう〜一夜限りの絵空事〜"』を開催した。同年5月には公式のファンクラブ「スピッツベルゲン」（Spitzbergen）が発足した。同年夏にはツアー『"夏のお星サマ" ツアー』を開催した。4thシングル『惑星のかけら』発売後、3rdアルバム『惑星のかけら』を発売し、ツアー『スピッツコンサートツアー'92 “惑星のかけら”』を開催。ツアー中に5thシングル『日なたの窓に憧れて』を発売した。
1993年、3月から8月までの間に渋谷ON AIRでマンスリーライブ『スピッツの春夏夜会』を開催。また、初めて外部のプロデューサーとなる笹路正徳を迎えてのレコーディングを開始した。6thシングル『裸のままで』、4thアルバム『Crispy!』をリリース、収録曲「君が思い出になる前に」を7thシングルとしてリカットし、初のオリコンチャート入りを果たした。その後、ツアー『Spitz Crispy! Amazing Tour』を開催した。
1994年、土方隆行をプロデューサーに迎えて8thシングル『空も飛べるはず』をリリースし、ツアー『Spitz live scramble '94 “Spring Has Come!”』を開催した。同年夏には9thシングル『青い車』をリリース。5thアルバム『空の飛び方』は笹路正徳を再びプロデューサーに迎えて制作した。また、収録曲「スパイダー」を10thシングルとしてリカットした。その後、ツアー『スピッツ “空飛び” JAMBOREE TOUR '94』を開催した。
1995年、ツアー『SPITZ JAMBOREE TOUR '95 “春”』を開催。11thシングル『ロビンソン』がスピッツ初のオリコンチャートTOP10入りをすると、続く12thシングル『涙がキラリ☆』もオリコンチャート初登場2位となり、ヒットした。なお、『ロビンソン』はチャートに通算30週以上ランクインするロングセラーとなり、ミリオンセラーになった。
同年夏にはファンクラブ会員限定ライブ『Spitzbergen presents “GO!GO!スカンジナビア vol.1”』を開催し、以後数年ごとに開催することが恒例となっている。レオマワールドでは野外ライブ『レオマサマーカーニバル スピッツ "LUNA LUNA"JAMBOREE』を開催した。6thアルバム『ハチミツ』はスピッツ初のオリコンチャート1位となり、ミリオンセラーとなった。6thアルバム発売後は、翌年にかけて学園祭ライブを含むツアー『SPITZ JAMBOREE TOUR "TONGARI '95-'96"』を開催した。
1996年、ドラマ『白線流し』主題歌に1994年発売の「空も飛べるはず」が起用され、再出荷したシングルがオリコンチャートで1位を獲得し、ミリオンセラーとなった。また、13thシングル『チェリー』もミリオンセラーとなった。ライブは、篠崎正嗣ストリングスとの共演による『SPITZ JAMBOREE TOUR LIMITED '96 “カゲロウの集い”』を開催したほか、奥田民生やウルフルズとともに野外ライブ『ガッツな息子がキラリ☆』を開催し、単独での野外ライブ『THE GREAT JAMBOREE '96』も開催した。14thシングル『渚』ではオリコンチャート初登場1位を獲得した。7thアルバム『インディゴ地平線』発売後、翌年にかけてツアー『SPITZ JAMBOREE TOUR '96-'97』を開催した。

### 1997年 - 2007年
1997年、前年から続いているツアー中に15thシングル『スカーレット』と4thアルバム『Crispy!』収録の「夢じゃない」をドラマ主題歌起用に伴って新たにリミックスし、16thシングルとしてリリースした。
夏には野外ライブ『THE GREAT JAMBOREE '97』を開催したほか、スピッツ主催の音楽イベント『ロックロックこんにちは!』を初めて開催し、恒例のイベントとなっていく。その後、セルフプロデュースとなってアレンジャーにカーネーション（当時）の棚谷祐一を迎え、17thシングル『運命の人』をリリース。
1998年は18thシングル『冷たい頬/謝々!』、8thアルバム『フェイクファー』をリリースした。ツアー『SPITZ JAMBOREE TOUR '98 "fake fur"』にはキーボーディストとしてクジヒロコが初参加した。ツアー中にはシングル『楓/スピカ』をリリースした。
1999年、元日に12cmCDでのEP盤『99ep』をリリース（2004年のスペシャル・アルバム『色色衣』発売に伴い製造中止）。また、スペシャル・アルバム『花鳥風月』をリリースし、「流れ星」をリカットした。
ファンクラブ会員限定ツアー『Spitzbergen tour 1999 "GO!GO!スカンジナビア vol.2"』を開催した。その後、バンドのサウンドを追求するため、セルフプロデュースによるレコーディングを行い、マイアミのエンジニア、トム・ロード＝アルジにミックスダウンを依頼するため、10月に渡米。ロサンゼルスでは初の海外レコーディングを行い、マイアミでのミックスダウン後、再びロサンゼルスに戻ってマスタリングを行った。この時にマスタリングを担当したスティーブン・マーカソンは、その後のスピッツに欠かせないエンジニアとなった。
ところが、同時期にレコード会社がバンド側に無許可でベスト・アルバムのリリースを決定しており、メンバーにはマイアミでのミックスダウン直後、現地に向かった所属事務所の社長高橋信彦から直接伝えられた。メンバーは『花鳥風月』のリリース時、「ベストアルバムを出す時は解散する時」と公表していたため、公式ウェブサイトにお詫びの文章を掲載した。こうしてベスト・アルバム『RECYCLE Greatest Hits of SPITZ』は発売されたが、2006年1月に製造中止となるまでの間にチャートインを繰り返すロングセラーとなり、累計売上枚数は200万枚を超えている。
2000年、石田小吉をプロデューサーに迎え、シングル『ホタル』や『メモリーズ/放浪カモメはどこまでも』、9thアルバム『ハヤブサ』をリリースした。この年からは仙台でも『ロックロックこんにちは!』を開催しており、恒例のイベントとなっていく。ツアーは『SPITZ JAMBOREE TOUR “放浪2000”』や学園祭ライブ『SPITZ JAMBOREE TOUR “放浪2000学園祭CUSTOM”』に加えて、翌年には『SPITZ JAMBOREE TOUR “隼2001”』、『SPITZ HAYABUSA JAMBOREE TOUR “純情2001”』を開催しており、この間にシングル『遥か』や『夢追い虫』、亀田誠治をプロデューサー迎えた『さわって・変わって』を発売した。
2002年にはシングル『ハネモノ』『水色の街』を同時リリースし、10thアルバム『三日月ロック』をリリース。翌年にかけてツアー『SPITZ JAMBOREE TOUR “双六（スゴロク）2002-2003”』を開催した。また、スピッツの曲をカバーしたトリビュート・アルバム『一期一会 Sweets for my SPITZ』がリリースされた。
また、同年10月16日には、1stアルバム『スピッツ』からミニアルバム『オーロラになれなかった人のために』を含み、8thアルバム『フェイクファー』までの全9枚が、スティーブン・マーカソンの最新のリマスタリングにより再発売された。
2004年、28thシングル『スターゲイザー』をリリースし、ファンクラブ会員限定ツアー『Spitzbergen tour 2004 "GO!GO!スカンジナビア vol.3"』を開催した。また、スペシャル・アルバム『色色衣』をリリースした。その後、29thシングル『正夢』、翌年には11thアルバム『スーベニア』がリリースされた。ツアー『SPITZ JAMBOREE TOUR “あまったれ2005”』を開催した。ツアー中には30thシングル『春の歌/テクテク』を発売した。
2006年、メジャー・デビュー15周年を迎えてシングル・コレクション『CYCLE HIT 1991-1997 Spitz Complete Single Collection』、『CYCLE HIT 1997-2005 Spitz Complete Single Collection』を同時リリースした。なお、この発売を以って『RECYCLE Greatest Hits of SPITZ』と20stシングル「流れ星」までのシングルを製造中止・廃盤とした。同年7月には31stシングル『魔法のコトバ』をリリースした。また、スピッツの曲のイメージから製作された映画『海でのはなし。』がYahoo!動画で期間限定配信され、翌年には一部の劇場でも公開した。2007年、ファンクラブ会員限定ツアー『Spitzbergen tour 2007 "GO!GO!スカンジナビア vol.4"』を開催したほか、結成20周年を記念してZepp Tokyoで『SPITZ結成20周年祭り』を開催した。また、シングル『ルキンフォー』『群青』、12thアルバム『さざなみCD』をリリースしたほか、メンバーが書き下ろした書籍『旅の途中』を発売した。ツアー『SPITZ JAMBOREE TOUR 2007-2008 “さざなみOTR”』はインターバルを置いて翌年末まで開催した。

### 2008年 - 2017年
2008年、34thシングル『若葉』をリリース。2009年にはスピッツ初となるアリーナ会場での単独ライブ『SPITZ JAMBOREE TOUR 2009 “さざなみOTR カスタム”』をさいたまスーパーアリーナと大阪城ホールで開催した。仙台でのロックロックこんにちは!は10周年を記念して『ロックロックこんにちは! in 仙台 〜10th Anniversary Special〜』として国営みちのく杜の湖畔公園で開催した。その後、35thシングル『君は太陽』をリリースした。
2010年、レコーディングしている新しいオリジナル・アルバムの発売前にツアー『SPITZ JAMBOREE TOUR 2010』を開催した。公式のYouTubeチャンネルを開設した。36thシングル『つぐみ』を発売した。また、この年から新たな音楽イベント『Spitz×VINTAGE ROCK presents 新木場サンセット』が始まったほか、昨年に10周年を迎えた『ロックロックこんにちは! in 仙台』は『ロックのほそ道』とタイトルを変更して開催していくことになった。37thシングル『シロクマ/ビギナー』をリリース後、13thアルバム『とげまる』をリリースした。
2011年、メジャー・デビュー20周年を記念したPV集『ソラトビデオCOMPLETE 1991-2011』、LP盤『とげまる』の発売が東日本大震災の影響により延期となった。ツアー『SPITZ JAMBOREE TOUR "とげまる2011"』は、東日本大震災の影響などによる草野マサムネの急性ストレス障害により中止になった公演の振替公演、それに加えて追加公演を行った。同年夏には2度目となるアリーナツアー『SPITZ JAMBOREE TOUR 2011 "とげまリーナ"』を開催した。
2012年にはスペシャル・アルバム『おるたな』をリリースし、ファンクラブ会員限定ツアー『spitzbergen tour 2012 "GO!GO!スカンジナビアvol.5"』を開催した。また、結成25年を記念してこれまで公式にリリースしてきた曲の一斉配信がスタートした。
2013年、38thシングル『さらさら/僕はきっと旅に出る』をリリース。また、14thアルバム『小さな生き物』をリリース後、横浜赤レンガパークにて16年ぶりとなる野外単独ライブ『スピッツ 横浜サンセット2013』を開催した。その後、翌年にかけてツアー『SPITZ JAMBOREE TOUR 2013-2014 “小さな生き物”』を開催した。2014年、6thアルバム『ハチミツ』収録の「愛のことば」がドラマ主題歌に起用され、新たにミキシングした「愛のことば -2014mix-」として配信限定でリリースした。同年夏にはアリーナツアー『SPITZ THE GREAT JAMBOREE 2014 "FESTIVARENA"』を開催し、バンド単独としては初の日本武道館公演を行った。
2015年、横浜で2013年に開催した野外ライブを『スピッツ 横浜サンセット2013 -劇場版-』として劇場公開し、追加上映も行われた。また、ファンクラブ会員限定ツアー『spitzbergen tour 2015 "GO!GO!スカンジナビアvol.6"』を開催したほか、配信限定シングル『雪風』をリリースした。同年末から翌年にかけては、1995年発売の6thアルバム『ハチミツ』をカバーしたトリビュート・アルバム『JUST LIKE HONEY 〜『ハチミツ』20th Anniversary Tribute〜』が発売された。2016年には41stシングル『みなと』を発売。同年7月27日に15thアルバム『醒めない』をリリースした。また、同作を提げた全国ツアー『SPITZ JAMBOREE TOUR 2016 “醒 め な い”』を開催。
2017年、結成30周年を記念したアリーナツアー『SPITZ 30th ANNIVERSARY TOUR "THIRTY30FIFTY50"』を開催。シングル・コレクション『CYCLE HIT 1991-1997 Spitz Complete Single Collection』と『CYCLE HIT 1997-2006 Spitz Complete Single Collection』のリマスタリング盤、『CYCLE HIT 2006-2017 Spitz Complete Single Collection』や3枚すべてを収録した記念盤『CYCLE HIT 1991-2017 Spitz Complete Single Collection -30th Anniversary BOX-』（期間限定）をリリースした。また、タワーレコードとコラボレーションしたカフェ（タワーレコードカフェ）「SPITZ 30th ANNIVERSARY CAFE」が期間限定でオープンしたほか、スピッツ初となるアートブック『スピッツのデザイン』（当初は2017年11月末の発売予定が2018年2月に延期）、ポータブルレコードプレーヤーを限定発売した。

### 2018年 -
2018年、草野マサムネによるラジオレギュラー番組『SPITZ 草野マサムネのロック大陸漫遊記』が放送開始。同年夏からファンクラブ会員限定ツアー『spitzbergen tour 2018 "GO!GO!スカンジナビアvol.7"』を開催した。
2019年、NHK連続テレビ小説『なつぞら』主題歌に「優しいあの子」が起用された。
2019年9月2日にYouTubeのスピッツ公式チャンネル「spitzclips」で2010年4月に公開された「ロビンソン」のミュージックビデオが、90年代にリリースされた邦楽アーティストの楽曲として初めて再生回数1億回を突破した。同年10月9日に16thアルバム『見っけ』をリリースし、同作を提げての全国ツアー『SPITZ JAMBOREE TOUR 2019-2020 "MIKKE"』を開催するが、新型コロナウイルス感染症の影響で、一部が延期されている。
2020年、配信限定シングル『猫ちぐら』をリリースした
。
2021年、TBS『NEWS23』のエンディングテーマに楽曲「紫の夜を越えて」が起用された。同年3月25日に、デビュー30周年を記念し配信で44thシングル『紫の夜を越えて』をリリース。同年11月3日、『劇場版「きのう何食べた?」』の主題歌である45thシングル『大好物』を配信リリース。
2023年2月6日にYouTubeのスピッツ公式チャンネル「spitzclips」で2010年4月に公開された「チェリー」のミュージックビデオが再生回数1億回を突破した。スピッツの作品、90年代にリリースされた邦楽アーティストの楽曲としては2作品目。
2023年4月14日に公開された劇場版『名探偵コナン』シリーズの26作目『名探偵コナン 黒鉄の魚影』の主題歌に楽曲『美しい鰭』が起用された。同年5月17日に17thアルバム『ひみつスタジオ』発売。
2024年7月29日にYouTubeのスピッツ公式チャンネル「spitzclips」で2010年4月に公開された「空も飛べるはず」のミュージックビデオが再生回数1億回を突破した。スピッツの作品としては3作品目。また同年11月8日から2025年1月15日まで、メンバーが音声ガイドを担当する初の大規模展覧会『SPITZ, NOW! 〜ロック大陸の物語展〜 Special Supporter マイナビ』を東京・六本木の東京シティビューにて開催。初日にはメンバーも会場に訪れた。

## ディスコグラフィ
シングル
1. ヒバリのこころ（1991年3月25日）
2. 夏の魔物（1991年6月25日）
3. 魔女旅に出る（1991年10月25日）
4. 惑星のかけら（1992年8月26日）
5. 日なたの窓に憧れて（1992年11月26日）
6. 裸のままで（1993年7月25日）
7. 君が思い出になる前に（1993年10月25日）
8. 空も飛べるはず（1994年4月25日）
9. 青い車（1994年7月20日）
10. スパイダー（1994年10月26日）
11. ロビンソン（1995年4月5日）
12. 涙がキラリ☆（1995年7月7日）
13. チェリー（1996年4月10日）
14. 渚（1996年9月9日）
15. スカーレット（1997年1月29日）
16. 夢じゃない（1997年4月23日）
17. 運命の人（1997年11月27日）
18. 冷たい頬／謝々!（1998年3月18日）
19. 楓／スピカ（1998年7月7日）
20. 流れ星（1999年4月28日）
21. ホタル（2000年4月26日）
22. メモリーズ／放浪カモメはどこまでも（2000年6月21日）
23. 遥か（2001年5月16日）
24. 夢追い虫（2001年10月11日）
25. さわって・変わって（2001年12月12日）
26. ハネモノ（2002年8月7日）
27. 水色の街（2002年8月7日）
28. スターゲイザー（2004年1月21日）
29. 正夢（2004年11月10日）
30. 春の歌／テクテク（2005年4月20日）
31. 魔法のコトバ（2006年7月12日）
32. ルキンフォー（2007年4月18日）
33. 群青（2007年8月1日）
34. 若葉（2008年11月5日）
35. 君は太陽（2009年8月26日）
36. つぐみ（2010年6月23日）
37. シロクマ／ビギナー（2010年9月29日）
38. さらさら／僕はきっと旅に出る（2013年5月15日）
39. 愛のことば -2014mix-（2014年7月15日）
40. 雪風（2015年4月15日）
41. みなと（2016年4月27日）
42. 優しいあの子（2019年6月19日）
43. 猫ちぐら（2020年6月26日）
44. 紫の夜を越えて（2021年3月25日）
45. 大好物（2021年11月3日）
46. 美しい鰭（2023年4月12日）

オリジナル・アルバム
1. スピッツ（1991年3月25日）
2. 名前をつけてやる（1991年11月25日）
3. 惑星のかけら（1992年9月26日）
4. Crispy!（1993年9月26日）
5. 空の飛び方（1994年9月21日）
6. ハチミツ（1995年9月20日）
7. インディゴ地平線（1996年10月23日）
8. フェイクファー（1998年3月25日）
9. ハヤブサ（2000年7月26日）
10. 三日月ロック（2002年9月11日）
11. スーベニア（2005年1月12日）
12. さざなみCD（2007年10月10日）
13. とげまる（2010年10月27日）
14. 小さな生き物（2013年9月11日）
15. 醒めない（2016年7月27日）
16. 見っけ（2019年10月9日）
17. ひみつスタジオ（2023年5月17日）

スペシャル・アルバム
1. 花鳥風月（1999年3月25日）
2. 色色衣（2004年3月17日）
3. おるたな（2012年2月1日）
4. 花鳥風月+（2021年9月15日）

ミニ・アルバム
1. オーロラになれなかった人のために（1992年4月25日）
2. 99ep（1999年1月1日）

## タイアップ一覧
| 年     | 曲                         | タイアップ先                                                                   |
| ------ | -------------------------- | ------------------------------------------------------------------------------ |
| 1991年 | 魔女旅に出る               | 白山瀬女高原スキー場CMソング                                                   |
| 1993年 | 君が思い出になる前に       | テレビ東京系『もっと素敵に!』テーマソング                                      |
| 1994年 | 青い車                     | テレビ朝日系『OH!エルくらぶ』エンディングテーマ                                |
| 1994年 | 空も飛べるはず             | テレビ朝日系『ビートたけしのTVタックル』エンディングテーマ                     |
| 1994年 | スパイダー                 | ニッポン放送『伊集院光のOh!デカナイト』オープニングテーマ                      |
| 1995年 | ロビンソン                 | フジテレビ『今田耕司のシブヤ系うらりんご』エンディングテーマ                   |
| 1995年 | 涙がキラリ☆                | TBS系『COUNT DOWN TV』オープニングテーマ                                       |
| 1995年 | 涙がキラリ☆                | SHARP「ポータブルCD」CMソング                                                  |
| 1996年 | 空も飛べるはず             | フジテレビ系 木曜劇場『白線流し』主題歌                                        |
| 1996年 | ロビンソン                 | フジテレビ系 木曜劇場『白線流し』挿入歌                                        |
| 1996年 | Y                          | フジテレビ系 木曜劇場『白線流し』最終話 挿入歌                                 |
| 1996年 | 渚                         | 江崎グリコ「ポッキー」CMソング                                                 |
| 1997年 | スカーレット               | TBS系 東芝日曜劇場『メロディ』主題歌                                           |
| 1997年 | 夢じゃない                 | テレビ朝日系 月曜ドラマ・イン『ふたり』主題歌                                  |
| 1997年 | 君だけを                   | テレビ朝日系 月曜ドラマ・イン『ふたり』挿入歌                                  |
| 1997年 | 君が思い出になる前に       | 味の素「味の素ギフト」CMソング                                                 |
| 1998年 | ヒバリのこころ             | NHK「長野冬季五輪」PRソング                                                    |
| 1998年 | 冷たい頬                   | コニカ「revio」CMソング                                                        |
| 1998年 | 君が思い出になる前に       | テレビ朝日ドラマ『せつない〜TOKYO HEART BREAK〜』第7話 挿入歌                  |
| 1998年 | 楓                         | TBS系『COUNT DOWN TV』オープニングテーマ                                       |
| 1998年 | スピカ                     | JAL「リゾッチャ」CMソング                                                      |
| 1999年 | 楓                         | フジテレビ系月9ドラマ『Over Time-オーバー・タイム』挿入歌                      |
| 1999年 | 流れ星                     | ニッポン放送『田中麗奈ハートをあげるっ』エンディングテーマ                     |
| 1999年 | 運命の人                   | 映画『月光の囁き』主題歌                                                       |
| 2000年 | 涙がキラリ☆                | TBS系『世界ウルルン滞在記』エンディングテーマ                                  |
| 2000年 | 放浪カモメはどこまでも     | TBS系『日立 世界・ふしぎ発見!』エンディングテーマ                              |
| 2001年 | ロビンソン                 | キリンビバレッジ「午後の紅茶」CMソング                                         |
| 2001年 | 遥か                       | TBS系 東芝日曜劇場『Love Story』主題歌                                         |
| 2001年 | 夢追い虫                   | フジテレビ系単発ドラマ『プラトニック・セックス』主題歌                         |
| 2001年 | 夢追い虫                   | 映画『プラトニック・セックス』主題歌                                           |
| 2002年 | ハネモノ                   | アサヒ飲料「カルピス」CMソング                                                 |
| 2003年 | 海を見に行こう             | JR東日本「みんなのえきプロジェクト」CMソング                                   |
| 2003年 | けもの道                   | イオン・エフティ資生堂「happy face」CMソング                                   |
| 2003年 | 猫になりたい               | BS-iドラマ『恋する日曜日』第25回「猫」主題歌                                   |
| 2003年 | スターゲイザー             | フジテレビ系『あいのり』主題歌（2003年10月 - 2004年9月）                       |
| 2004年 | 正夢                       | フジテレビ系ドラマ『めだか』主題歌                                             |
| 2004年 | 正夢                       | 富士フイルム 企業CMイメージソング                                              |
| 2005年 | ハチミツ                   | フジテレビ系アニメ『ハチミツとクローバー』挿入歌                               |
| 2005年 | 多摩川                     | フジテレビ系アニメ『ハチミツとクローバー』挿入歌                               |
| 2005年 | 魚                         | フジテレビ系アニメ『ハチミツとクローバー』挿入歌                               |
| 2005年 | Y                          | フジテレビ系アニメ『ハチミツとクローバー』挿入歌                               |
| 2005年 | 夜を駆ける                 | フジテレビ系アニメ『ハチミツとクローバー』挿入歌                               |
| 2005年 | 月に帰る                   | フジテレビ系アニメ『ハチミツとクローバー』挿入歌                               |
| 2005年 | スピカ                     | フジテレビ系アニメ『ハチミツとクローバー』挿入歌                               |
| 2005年 | 魚                         | BS-iドラマ『恋する日曜日（セカンドシリーズ）』第5回「魚」主題歌                |
| 2005年 | 春の歌                     | 日本コカ・コーラ「アクエリアス」CMソング                                       |
| 2006年 | みそか                     | 日本コカ・コーラ「アクエリアス」CMソング                                       |
| 2006年 | チェリー                   | FM802 2006年春キャンペーン「ACCESS!」キャンペーンソング                        |
| 2006年 | 仲良し                     | フジテレビ系アニメ『ハチミツとクローバーII』挿入歌                             |
| 2006年 | プール                     | フジテレビ系アニメ『ハチミツとクローバーII』挿入歌                             |
| 2006年 | ほのほ                     | フジテレビ系アニメ『ハチミツとクローバーII』挿入歌                             |
| 2006年 | ジュテーム?                | フジテレビ系アニメ『ハチミツとクローバーII』挿入歌                             |
| 2006年 | 涙                         | フジテレビ系アニメ『ハチミツとクローバーII』挿入歌                             |
| 2006年 | 田舎の生活                 | フジテレビ系アニメ『ハチミツとクローバーII』挿入歌                             |
| 2006年 | 魔法のコトバ               | 映画『ハチミツとクローバー』主題歌                                             |
| 2007年 | ルキンフォー               | 「レコード会社直営♪」CMソング                                                  |
| 2007年 | ルキンフォー               | トヨタ自動車「アイシス」CMソング                                               |
| 2007年 | 群青                       | MLJ「アーティスト公式サウンド」CMソング                                        |
| 2008年 | 若葉                       | 映画『櫻の園』主題歌                                                           |
| 2009年 | 君は太陽                   | 映画『ホッタラケの島 〜遥と魔法の鏡〜』主題歌                                  |
| 2010年 | つぐみ                     | NTTコミュニケーションズ「MUSICO」CMソング                                      |
| 2010年 | シロクマ                   | 日本メナード化粧品「イルネージュ」CMソング                                     |
| 2010年 | ビギナー                   | ゆうちょ銀行CMソング                                                           |
| 2010年 | 幻のドラゴン               | ブリヂストン「BLIZZAK」CMソング                                                |
| 2010年 | 楓                         | テレビ朝日系スペシャルドラマ『お母さんの最後の一日』主題歌                     |
| 2010年 | えにし                     | 山崎製パン「ランチパック」CMソング                                             |
| 2011年 | タイム・トラベル（カバー） | フジテレビ系ドラマチック・サンデー『僕とスターの99日』主題歌                   |
| 2012年 | スカーレット               | 三井生命 企業イメージCMソング                                                  |
| 2013年 | さらさら                   | J-WAVE「春のキャンペーン TOKYO NEW STANDARD」テーマソング                      |
| 2013年 | 僕はきっと旅に出る         | JTB「夏旅2013」CMソング                                                        |
| 2013年 | 小さな生き物               | センチュリー21・ジャパン「センチュリー21」CMソング                             |
| 2013年 | 不思議                     | 映画『陽なたのアオシグレ』挿入歌                                               |
| 2013年 | 夢じゃない                 | 日本テレビ系『有吉ゼミ』「坂上忍、家を買う。」使用曲                           |
| 2013年 | 運命の人                   | 日本テレビ系『有吉ゼミ』「坂上忍、家を買う。」使用曲                           |
| 2014年 | 春の歌                     | ロッテ「ガーナミルクチョコレート」CMソング                                     |
| 2014年 | 愛のことば -2014mix-       | フジテレビ系ドラマ『あすなろ三三七拍子』主題歌                                 |
| 2014年 | さすらい（カバー）         | テレビ東京系『出川哲朗の充電させてもらえませんか?』テーマソング                |
| 2015年 | 雪風                       | テレビ東京系ドラマ24『不便な便利屋』エンディングテーマ                         |
| 2015年 | 渚                         | SUBARU「フォレスター」CMソング                                                 |
| 2016年 | みなと                     | NTT東日本 企業CMソング                                                         |
| 2016年 | ロビンソン                 | Google Play Music CMソング                                                     |
| 2016年 | ヒビスクス                 | SUBARU「フォレスター」CMソング                                                 |
| 2016年 | コメット                   | フジテレビ系ドラマ『HOPE〜期待ゼロの新入社員〜』主題歌                         |
| 2017年 | スターゲイザー             | SUBARU「フォレスター」CMソング                                                 |
| 2017年 | ヘビーメロウ               | フジテレビ系『めざましテレビ』テーマソング                                     |
| 2017年 | 歌ウサギ                   | 映画『先生!、、、好きになってもいいですか?』主題歌                             |
| 2017年 | 歌ウサギ                   | TBS『アカデミーナイトG』オープニングテーマ                                     |
| 2017年 | 冷たい頬                   | TBS系ドラマイズム『伊藤くん A to E』エンディングテーマ                         |
| 2017年 | スパイダー                 | TBS系ドラマイズム『伊藤くん A to E』エンディングテーマ                         |
| 2017年 | さらさら                   | TBS系ドラマイズム『伊藤くん A to E』エンディングテーマ                         |
| 2017年 | 運命の人                   | TBS系ドラマイズム『伊藤くん A to E』エンディングテーマ                         |
| 2018年 | スターゲイザー             | Amazonプライム・ビデオ『しろときいろ 〜ハワイと私のパンケーキ物語〜』主題歌    |
| 2018年 | 愛のしるし                 | 花王「ビオレ」WEB CMソング                                                     |
| 2019年 | 優しいあの子               | NHK連続テレビ小説『なつぞら』主題歌                                            |
| 2019年 | 見っけ                     | NTT東日本「あなたの夢は、みんなの夢」篇 CMソング                               |
| 2020年 | 見っけ                     | NTT西日本「あしたを守る」篇 CMソング                                           |
| 2020年 | ラジオデイズ               | TOKYO FM、FM AICHI、FM OH!、FM FUKUOKA JFN4局合同 50周年アニバーサリーソング   |
| 2021年 | 紫の夜を越えて             | TBS系『NEWS23』エンディングテーマ                                              |
| 2021年 | 僕はきっと旅に出る         | テレビ東京系『有吉の世界同時中継 〜今、そっちってどうなってますか?〜』テーマ曲 |
| 2021年 | 大好物                     | 映画『劇場版「きのう何食べた?」』主題歌                                        |
| 2022年 | 魔法のコトバ               | フジテレビ系ドラマ『silent』挿入歌                                             |
| 2022年 | 楓                         | フジテレビ系ドラマ『silent』挿入歌                                             |
| 2022年 | みなと                     | フジテレビ系ドラマ『silent』挿入歌                                             |
| 2023年 | 愛のしるし                 | 日本テレビ『ZIP!』「旅するエプロン」テーマソング                               |
| 2023年 | 美しい鰭                   | 映画『名探偵コナン 黒鉄の魚影』主題歌                                          |
| 2023年 | ときめきpart1              | 映画『水は海に向かって流れる』主題歌                                           |
| 2024年 | i-O（修理のうた）          | Amazonプライム・ビデオ『1122 いいふうふ』主題歌                                |
| 2024年 | 渚                         | フジテレビ系月9ドラマ『海のはじまり』挿入歌                                    |
| 2024年 | 青い車                     | マイナビWEB映画『ミライヘキミト。』エンディングテーマ                          |
| 2024年 | 魔法のコトバ               | サントリー「成人の日『大人じゃん・06』」篇 CMソング                            |
| 2025年 | 初恋クレイジー             | 映画『今日の空が一番好き、とまだ言えない僕は』挿入歌                           |
| 2025年 | 楓                         | 映画『楓』主題歌                                                               |

## 出演

### 映画
- スピッツ 横浜サンセット2013 -劇場版-（2015年3月21日）
劇場公開限定[82]。アンコール・追加上映も行った[83][84]。
2020年5月15日、2019新型コロナウイルスの影響により開催していた全国ツアーの公演延期等を受け、公式YouTubeチャンネルにてノーカットで公開した（同年12月20日公開終了）[181]。
- スピッツ コンサート 2020 "猫ちぐらの夕べ"
2020年11月26日に行われたライブの模様をノーカットで収めた映像作品。2020年12月21日から2021年1月31日までの配信限定作品[182]。
- SPITZ JAMBOREE TOUR 2021 “NEW MIKKE” THE MOVIE（2021年10月1日〜14日）
10月16日～11月14日まで配信でのオンライン上演もされた[183]。

### インターネット配信
- スピッツNewアルバム『見っけ』リリース記念〜レディオの皆さま、ありがとさん〜（2019年9月25日）[184][185]

- 優しいスピッツ a secret session in Obihiro（2022年1月29日）[186]
2021年10月に北海道の旧双葉幼稚園園舎で収録されたオリジナルライブ。WOWOWにて放送された。

- 優しいスピッツ a secret session in Obihiro 撮影記録 （2022年2月11日）

## 受賞歴
日本レコード大賞
- 『第37回日本レコード大賞』優秀作品賞『ロビンソン』、ベストアルバム賞『ハチミツ』[187]
- 『第58回日本レコード大賞』優秀アルバム賞『醒めない』[188]

ザテレビジョンドラマアカデミー賞
- 主題歌賞
  - 第8回[189]
    - 「空も飛べるはず」（ドラマ『白線流し』主題歌）

  - 第12回[190]
    - 「スカーレット」（ドラマ『メロディ』主題歌）

  - 第29回[191]
    - 「遥か」（ドラマ『Love Story』主題歌）

日本ゴールドディスク大賞
- 『第11回日本ゴールドディスク大賞』ベスト5・シングル賞『チェリー』[192]
- 『第14回日本ゴールドディスク大賞』ロック・アルバム・オブ・ザ・イヤー『RECYCLE Greatest Hits of SPITZ』[193]

SPACE SHOWER Music Video Awards
- 『SPACE SHOWER Music Video Awards 08』BEST IMPACT VIDEO『群青』（監督：大宮エリー）[194]

NexTone Award
- 『NexTone Award 2017』Gold Medal「渚」[195]
- 『NexTone Award 2018』Silver Medal「スターゲイザー」[196]